# 長老ヨハネ
長老ヨハネ（ちょうろうヨハネ）は、新約聖書中の『ヨハネの手紙二』、『ヨハネの手紙三』の冒頭で「長老のわたし」と名乗る、これらの手紙の差出人と目されることがある人物。『ヨハネの手紙一』にはこのような署名は無い。
4世紀の聖書学者ヒエロニムスらは、使徒ヨハネとは別人の長老ヨハネが『ヨハネの手紙二』と『ヨハネの手紙三』を書いたとの見解を示した。
しかし、これらいずれも使徒ヨハネによるとし、別人の長老ヨハネの存在を否定する説もある。